# Румя
Ру́мя (пол. Rumia, каш. Rëmiô, нім. Rahmel) — місто в північній Польщі, на річці Загурска Струга.
Належить до Вейгеровського повіту Поморського воєводства.

## Демографія
Демографічна структура станом на 31 березня 2011 року:
|          | Загалом | Допрацездатний вік | Працездатний вік | Постпрацездатний вік |
| -------- | ------- | ------------------ | ---------------- | -------------------- |
| Чоловіки | 22814   | 4656               | 16077            | 2081                 |
| Жінки    | 23900   | 4268               | 15059            | 4573                 |
| Разом    | 46714   | 8924               | 31136            | 6654                 |